# 艾希科爾發電廠
艾希科爾發電廠（希伯來語：‎）為在以色列的一座發電廠，坐落於拉希什河河口附近之阿什杜德北部工業區內。阿什杜德港位於艾希科爾發電廠附近。由於艾希科爾發電廠靠近海岸，因此採用海水做為其發電廠之冷卻水。
艾希科爾發電廠由以色列電力公司經營。其發電量佔以色列電力公司所生產總電力的7.3%，為以色列發電量第三大的發電廠。
此發電廠以以色列前總理列维·艾希科尔為名。

## 歷史
1953年，經以色列政府決定以後，數名測量人員和設計師至以色列南部尋找一處地點來設立新的發電廠。幾年後，發電廠選定在阿什杜德附近設立。
艾希科爾發電廠於1958年竣工，發電產能為150MW。

## 發電

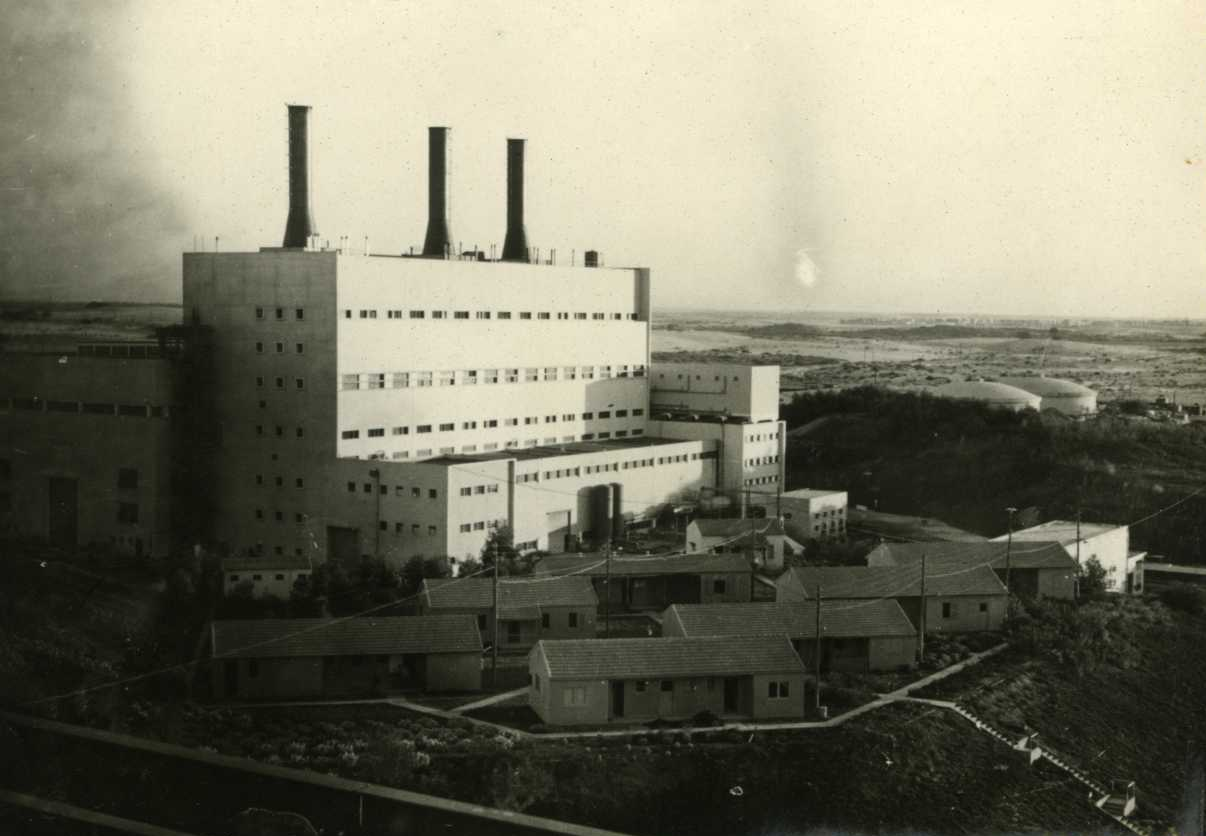
艾希科爾發電廠（1963年）

艾希科爾發電廠原本單純只有蒸氣發電，現今成為一座多功能的發電廠。此發電廠在2004年成為以色列第一座利用天然氣發電的發電廠。2010年新增一組裝置容量為260MW的燃氣輪機機組，總發電產能提升至1,699MW。
| 發電方式     | 發電燃料     | 裝置容量（MW） |
| ------------ | ------------ | -------------- |
| 蒸汽         | 燃油         | 150            |
| 蒸汽－兩用   | 燃油、天然氣 | 912            |
| 燃氣渦輪發動 | 噴氣發動     | 260            |
| 複循環       | 混合         | 377            |
| 總計         |              | 1,699          |

- 天然氣消耗量（滿載發電時）：每小時213公噸[1]
- 燃油消耗量（滿載發電時）：每小時55公噸[1]
- 冷卻水消耗量 （滿載發電時）：每小時156,000公噸[1]

此發電廠另設以汽輪機為基礎的海水淡化廠。
另外也在阿什杜德境內設有小型的私營電力生產商。該生產商在以色列電力公司的監督下經營。